# سید محمد بطحایی
سید محمد بطحایی (زادهٔ ۱۳۴۲ تهران) معلم و سیاستمدار ایرانی است که از آبان ۱۴۰۳ به‌عنوان معاون وزیر کشور و رئیس سازمان امور اجتماعی کشور فعالیت می‌کند. او پیش‌تر وزیر آموزش و پرورش در دولت دوم حسن روحانی بوده‌است. 
بطحایی تا تیر ۱۴۰۲ به‌عنوان معاون آموزش‌های عمومی و مهارتی در دانشگاه آزاد اسلامی مشغول فعالیت بود. بطحایی رئیس مرکز ملی نظارت راهبردی سازمان برنامه و بودجه کشور و سرپرست وزارت آموزش و پرورش جمهوری اسلامی ایران و پیش از آن قائم‌مقام وزیر و معاون توسعه مدیریت و پشتیبانی وزارت آموزش و پرورش بوده‌است‌.
بطحایی سال‌ها معاون دبیرکل شورای عالی آموزش و پرورش بوده و همچنین معاونت برنامه‌ریزی و نظارت در دفتر ستادی، مسئول آموزش در سرپرستی مدارس خارج از کشور، مدیریت واحدهای آموزشی، معلمی، دبیری و امور تربیتی را نیز در کارنامه خود دارد. سید محمد بطحایی دارای مدرک کارشناسی برنامه‌ریزی آموزشی و کارشناسی ارشد مدیریت دولتی گرایش مدیریت مالی است.
وی در پنجمین همایش ملی مدیریت جهادی کشور نشان ملی مدیر برگزیده جهادی را دریافت نمود. وی به‌عنوان استاد مدعو به تدریس در دانشگاه شهید رجایی مشغول است.

## وزارت آموزش و پرورش دولت دوازدهم
با آغاز به کار دولت دوم حسن روحانی، بطحایی به‌عنوان وزیر وزارت آموزش و پرورش دولت دوازدهم برای گرفتن رای اعتماد به مجلس معرفی شد و با ۲۳۸ رای موافق، ۳۸ رای مخالف و ۱۳ رای ممتنع از مجموع ۲۸۸ رای ماخوذه به‌عنوان وزیر آموزش و پرورش دولت دوازدهم برگزیده شد. حذف آزمون ورودی مدارس غیرانتفاعی، نمونه دولتی و تیزهوشان توسط وزارت‌خانه در دی ماه سال ۹۶ به سوژه رسانه‌ها تبدیل شد. استادان روان‌شناسی و علوم تربیتی به حمایت از این تصمیم برخاستند. وی در یک‌سالگی رای اعتماد از مجلس، با انتشار کتابچه ای از مجموعه فعالیت‌های این وزارتخانه رونمایی کرد.

## استعفا
در تاریخ ۱۶ خرداد ۱۳۹۸ اخباری مبنی بر استعفای وی منتشر شد که خبر پذیرش استعفا توسط وزارت آموزش و پرورش تکذیب شد. با این حال ساعاتی بعد حسن روحانی با استعفای وی موافقت کرد. علت این استعفا، ظاهراً تصمیم وی برای شرکت در انتخابات مجلس اعلام گردید؛ ولی ظاهراً به علت امتناع دولت از اجرای قانون رتبه‌بندی فرهنگیان بوده‌است. همچنین اخباری وجود دارد که بطحایی تصمیم به حذف حضور مؤسسات آموزشی خصوصی از مدارس و کاهش حجم حضور کتاب‌های کمک درسی در برنامه درسی را داشته و فشار این مؤسسات به رئیس‌جمهور در نهایت باعث شده که رئیس‌جمهور از بطحایی بخواهد که با استعفا از وزارت‌خانه خارج بشود.
سید محمد بطحایی در برنامه دستخط اعلام کرد فکر نمی‌کرده رئیس‌جمهور با استعفای وی موافقت کند.